# Stazione di Maratea
La stazione di Maratea è una stazione ferroviaria sulla ferrovia Battipaglia-Reggio Calabria a servizio dell'omonimo comune. Si trova a 88 metri s.l.m.

## Storia

### La vecchia stazione
La stazione di Maratea venne costruita dalla Società per le Strade Ferrate del Mediterraneo contestualmente alla realizzazione della ferrovia tirrenica. Fu aperta all'esercizio pubblico il 30 luglio 1894 assieme alla tratta ferroviaria di 62,7 km tra le stazioni di Pisciotta-Palinuro e Praja-Ajeta-Tortora. Assieme alle stazioni contigue di Acquafredda e di Marina di Maratea (quest'ultima realizzata nel 1916) costituiva l'accesso ferroviario della parte sud della provincia di Potenza alla rete nazionale. A partire dal 1905, in seguito alla statizzazione delle ferrovie italiane, entrò a far parte del patrimonio infrastrutturale delle Ferrovie dello Stato.

### La nuova stazione
La stazione venne totalmente ricostruita in seguito al raddoppio della Tirrenica avvenuto nella seconda metà degli anni cinquanta del XX secolo. In seguito a questi lavori parte di essa venne a trovarsi all'interno di una grande galleria per mancanza di spazio, data l'asperità del terreno montuoso circostante.
La stazione è classificata da RFI nella categoria "Silver" e nel 2019 è stata restaurata nell'ambito del progetto Pegasus.
Dal 10 giugno 2018 al successivo settembre è stata inserita nella rete ferroviaria ad alta velocità con due corse settimanali di Frecciargento. Dal 16 giugno 2020 le corse di Frecciargento sono divenute giornaliere e allungate anche oltre la stagione estiva. Dal 24 giugno dello stesso anno a queste si è affiancata anche una corsa giornaliera di Frecciarossa.
Dal 13 giugno 2021 la stazione è servita anche dal vettore Italo.

## Struttura e impianti

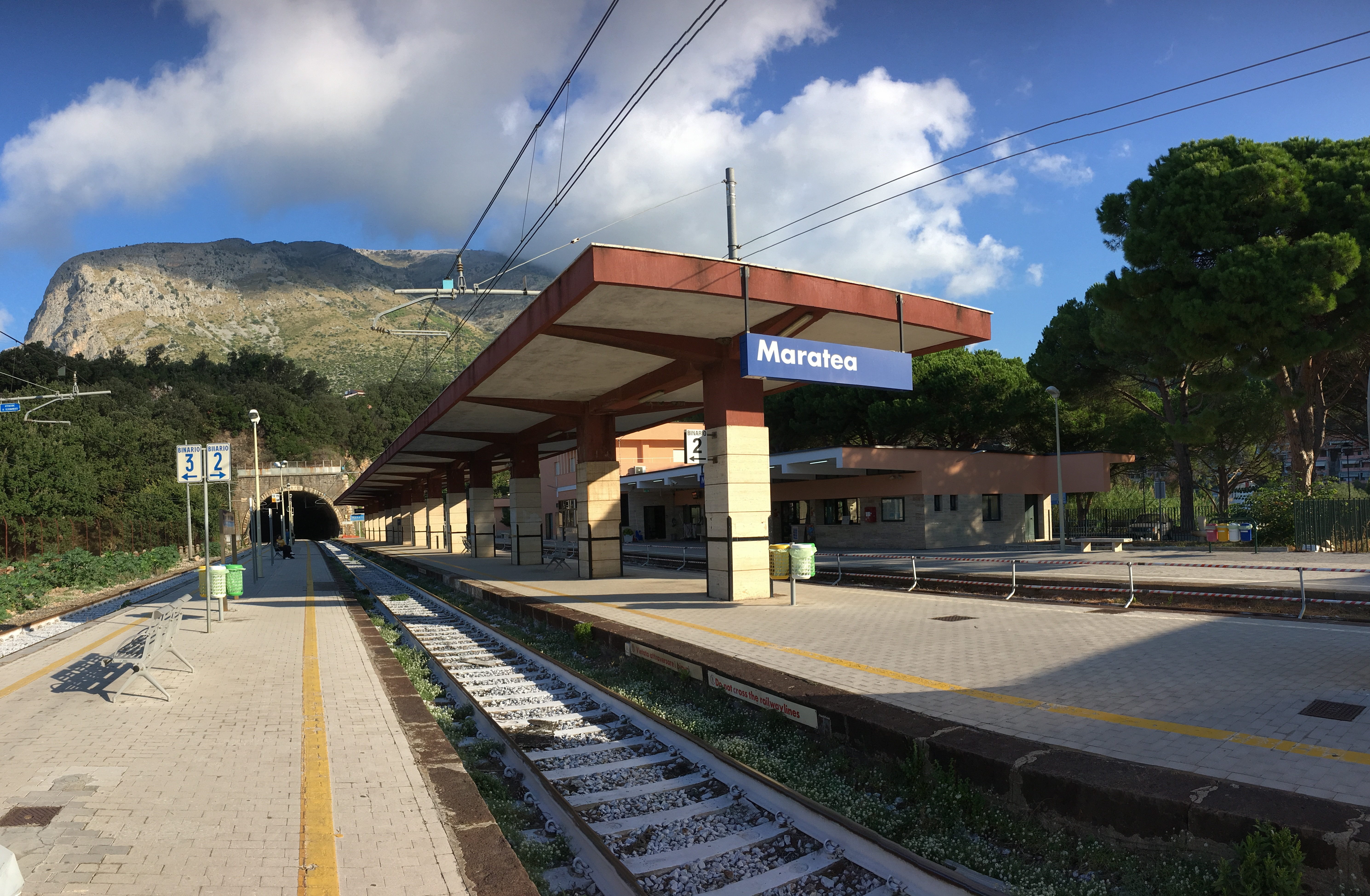
Vista d'insieme.

L'edificio di stazione è di moderna concezione e rispecchia lo stile lineare degli anni cinquanta con realizzazione in pietra chiara ed uso di superfici vetrate. Le ampie banchine sono collegate da un sottopassaggio. Parte delle stesse si prolunga all'interno di una galleria che attraversa le propaggini costiere del monte Cerrita (detto anche La Serra) di 1083 m.
L'impianto ha due binari per servizio viaggiatori passanti (di corsa). Il primo binario è disconnesso dalla rete ferroviaria a seguito di un movimento franoso lato nord.

## Movimento

### Trasporto regionale
Oggi la stazione di Maratea è servita da tutti i treni di carattere regionale. Questi la collegano con:

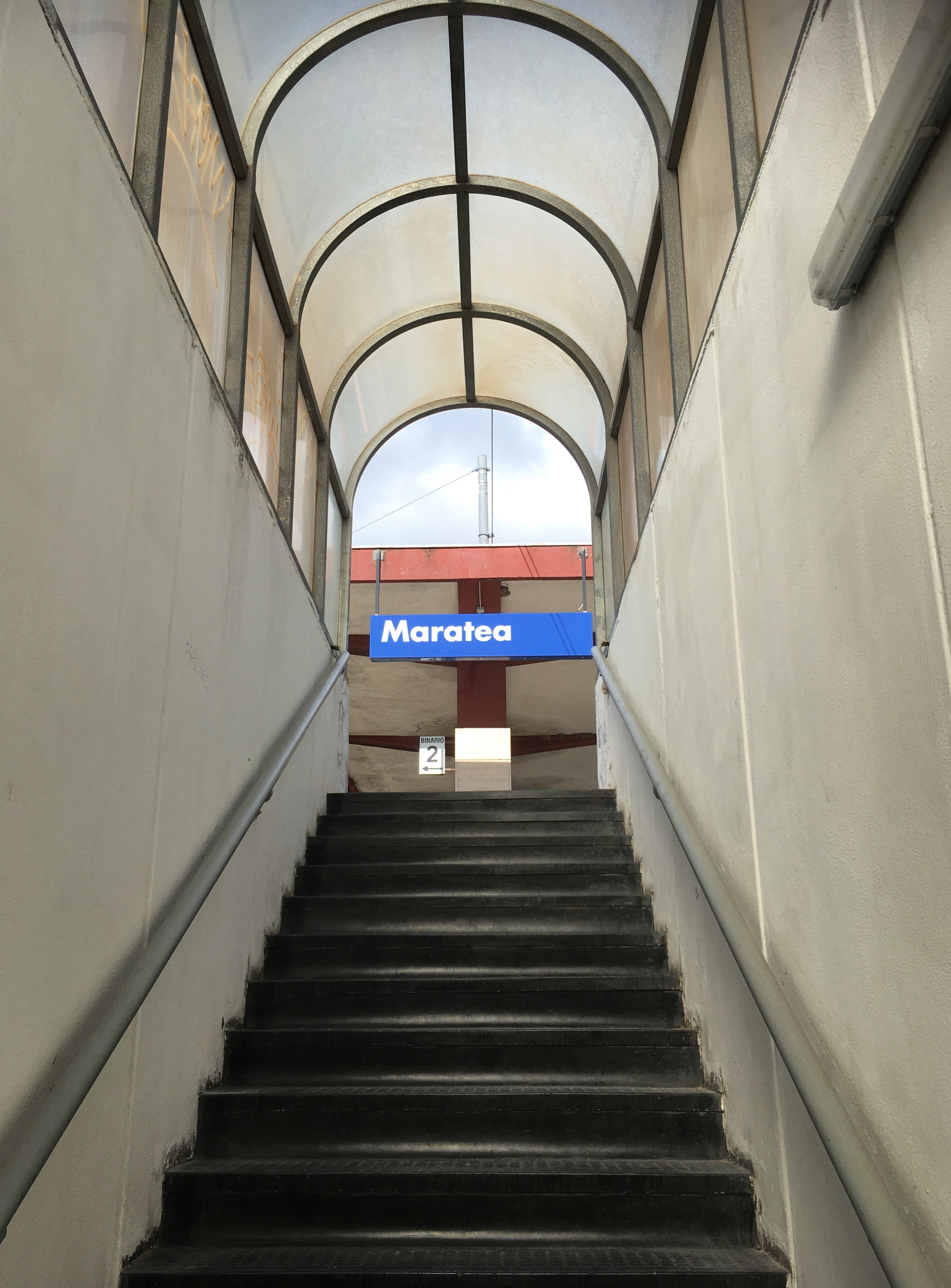
Sottopassaggio per il binario 2 della stazione.

- Napoli Centrale
- Salerno
- Battipaglia
- Agropoli-Castellabate
- Vallo della Lucania-Castelnuovo
- Pisciotta-Palinuro

- Paestum
- Sapri
- Praja-Ajeta-Tortora
- Scalea-Santa Domenica Talao
- Paola
- Cosenza

### Trasporto nazionale
La stazione è servita da InterCity che la collegano con le stazioni di:
- Roma Termini
- Latina
- Formia-Gaeta
- Aversa
- Napoli Centrale
- Salerno
- Battipaglia
- Agropoli-Castellabate

- Vallo della Lucania-Castelnuovo
- Sapri
- Scalea-Santa Domenica Talao
- Paola
- Lamezia Terme Centrale
- Reggio Calabria Centrale

### Alta velocità
La stazione è servita per tutto l'anno da treni Frecciarossa ed Italo che la collegano con le stazioni di:
- Torino Porta Nuova
- Torino Porta Susa
- Milano Centrale
- Milano Rogoredo
- Reggio Emilia AV Mediopadana
- Bologna Centrale
- Firenze Santa Maria Novella
- Roma Tiburtina

- Roma Termini
- Napoli Afragola
- Napoli Centrale
- Salerno
- Paola
- Lamezia Terme Centrale
- Reggio Calabria Centrale

Nel periodo estivo a questi si affianca una corsa giornaliera di Frecciargento.

## Servizi
La stazione dispone di:
- Biglietteria e Biglietteria automatica
- Parcheggio di scambio (usato raramente)
- Sottopassaggio
- Bar
- Servizi igienici